# 配達原簿
配達原簿（はいたつげんぼ）は日本における集配郵便局で日々の配達業務に利用するための資料で、簡単に言うと「郵便局が独自に作成している住民リスト」である。単に原簿ともいう。

## 詳細
普通郵便等の配達は、宅配便の配達と違い、郵便受けに配達するので、宛名の人物が住んでいるかどうか（転居していないか）の確認を配達時に対面で行えない。そのため、その住所に（その部屋に）誰が住んでいるか配達員が把握していないと、ただ単に住所通りに配達するだけでは、住んでいない人宛て（転居した人宛て）の郵便物を配達してしまう誤配達が起きてしまう。
誤配達を防ぐため、郵便局では、地域の全住民の居住者リストを作成しており、これを配達原簿という。原簿には、主に「番地」「部屋番号」「世帯主名・会社名」「家族名」「同居人名」「転居者名」などが記載されている。戸建だけでなく、集合住宅の全部屋の住民の名前も載っている。
配達員は、配達出発前に局内で、郵便物と原簿を照らし合わせて、宛名の人物が住んでいるかの確認（居住確認）を行う。また、配達原簿は、配達順に住民名が記載されているので、スムーズに配達できるのである。
住民が転出したことを局員が把握したときはその名前が原簿から編集され、転入したことを把握したときはその名前が記録される。

## その他
- 集合住宅で、転居届を出さずに転出した場合は、転出したことを郵便局員が把握できないので、原簿に名前が残ったままになる。その次に入居した人は、原簿上は、前に住んでいた人の同居人という扱いになる。（住民側から申し出ない限り、前の住民の名前が消されることは基本的にはない）
- 原簿に記載されていない人宛ての郵便物が到着した場合は、返送と判断することもあるが、配達員が宛先住所を訪問したり居住確認のお伺いというハガキを使うなどして確認を行うこともある。入居したことを配達員が確認したものについては、随時、原簿に追記される。
- 原簿を更新するため古くなった原簿は、必ずシュレッダーで廃棄処分される（個人情報保護のための措置）。
- 2007年の民営化までは手書きの原簿も多かったが、民営化と同時に「配達総合情報システム」が変更され、システム接続のパソコン用プリンタで印字された原簿を使うようになった。